# Risoluzione 186 del Consiglio di sicurezza delle Nazioni Unite
La risoluzione 186 del Consiglio di sicurezza delle Nazioni Unite, adottata all'unanimità il 4 marzo 1964 durante la crisi di Cipro del 1963-64, invitando tutti gli Stati membri a conformarsi ai propri obblighi ai sensi dello Statuto, ha chiesto al governo di Cipro di adottare tutte le misure aggiuntive necessarie per fermare la violenza e lo spargimento di sangue e ha invitato le comunità di Cipro e i loro leader ad agire con moderazione. La risoluzione ha raccomandato quindi la creazione di una forza di mantenimento della pace nell'interesse di preservare la pace internazionale e di prevenire il ripetersi dei combattimenti e che, d'accordo con i governi di Grecia, Turchia e Regno Unito, venisse nominato un mediatore per provare a promuovere una soluzione pacifica alla questione affrontata da Cipro.